# Altra vita
Altra vita è un singolo del rapper italiano J-Ax, pubblicato il 23 dicembre 2011 come quarto estratto dal quarto album in studio Meglio prima (?).

## Video musicale
Per il brano è stato realizzato un video, reso disponibile il 9 dicembre 2011 sul canale YouTube del rapper. Girato nei posti chiave della sua infanzia, come Sesto Ulteriano e in uno svincolo per Locate del comune di San Giuliano Milanese; nel video compaiono anche immagini di lui da piccolo, di sua madre e sua nonna (queste risalenti al 1978).